# Battistova cihelna
Battistova cihelna je bývalý průmyslový areál v Praze 8-Ďáblicích v ulici U Prefy, který byl vybudován v 90. letech 19. století. Od roku 1996 jsou dochované stavby cihelny chráněny jako kulturní památka České republiky. Areál cihelny není součástí vesnické památkové zóny Staré Ďáblice, leží zhruba 100 metrů jižněji od hranic tohoto památkově chráněného území.

## Historie
Cihelnu založil roku 1893 Josef Battista (nar. 1867, Smiřice), který v Ďáblicích zakoupil pozemky velkostatku čp. 1. O tři roky později postavil obytný dům pro dělníky a požádal okresní hejtmanství v Karlíně, aby mohl být osvobozen od daní „v zákonné lhůtě 24 let“. Roku 1898 postavil a zprovoznil první kruhovou pec. Vyráběl v ní zdící cihly a klenbovky, které kolkoval plným jménem. Nedlouho poté se cihelna stala členem Jednoty pro zvelebení průmyslu keramického v Praze.
Cihelnu tvořila dvanáctikomorová kruhová cihlářská pec o rozměrech 32 x 12,3 metru a obdélné provozní stavby čp. 89 a 92 umístěné kolmo k peci. Později byly po obou stranách pece postaveny další stavby, přikoupeny dva lisy, kolový mlýn a parní stroj od firmy Raupach.
Cihelna brala hlínu z obdélného hliniště ležícího jihozápadně a obehnaného vysokou ohradní zdí. Hlína se těžila směrem od okrajů do středu, stěna hliniště byla dlouhá 80 metrů a dole z ní vystupovala buližníková skála. Další Battistovo hliniště se nacházelo v sousedství cihelny Františka Stejskala. Na něm začal těžbu ještě před rokem 1938.
Josef Battista bydlel od roku 1912 v Karlíně v domě čp. 412. Během 1. světové války pronajal cihelnu podnikateli Kohnovi. Na začátku 2. světové války byl provoz zastaven a po válce už obnoven nebyl.

### Po roce 1939
V průběhu 2. světové války koupila cihelnu Avia a umístila sem sklady. Po skončení války ji pronajala staviteli Jaroslavu Červenkovi, který zde vyráběl xylolitové dlaždice a škvárové tvárnice. Po znárodnění roku 1948 převzala areál Prefa, pak zde měl výzkumné dílny a laboratoře Stavoprojekt (ověřoval nově vyrobené stavební díly a stavební postupy). Roku 1951 převzal areál n.p. Pragostav a ve vývojových dílnách ověřoval návrhy Výzkumného ústavu pro stavebnictví a architekturu. Již následujícího roku zde sídlil n.p. Pozemní stavby, ve kterém Miloslav Wimmer vyvinul prototypovou bytovou jednotku montovaného skeletového domu "skeletopanel". Roku 1953 ji použil při výstavbě panelového domu v ulici U Prefy 771 (v domě i bydlel).
Roku 1959 se vrátil provoz podniku Prefa, která zde sídlila až do roku 1993. Poté byly kromě kruhové pece a komína ostatní stavby zbořeny (například patrová výrobní hala z neomítaných cihel) a pozemky sanovány. Pec byla opravena v letech 2005-2012 a adaptována na restauraci.